# 岡崎令治
岡崎令治（日语：／ Okazaki Reiji，1930年10月8日—1975年8月1日），日本分子生物學家，曾任職於聖路易斯華盛頓大學、史丹佛大學以及名古屋大學。
岡崎教授是享譽世界的分子生物學先驅，生前被認為必將獲得諾貝爾獎，惟英年早逝未能如願。

## 生平與成就
1930年10月8日，岡崎令治出生於日本廣島。當他就讀廣島高等師範學校附屬中學校（現廣島大學附屬中學校及高等學校）二年級時，親歷了廣島原爆，身體淋到原爆後的「黑雨」，種下早逝的病因。其後，他陸續就讀岩國中學、第五高等学校（現熊本大學校園），1953年從名古屋大學理學部生物學科畢業。投入發育生物學學者山田常雄門下，進行組織形成研究。
1960年赴美，至聖路易斯華盛頓大學的阿瑟·科恩伯格（1959年诺贝尔生理学或医学奖得主）研究室作博士後研究，其後轉至史丹佛大學。1963年返日，擔任名古屋大學理學部鈴木旺教授講座的助教授。
1966年，發現DNA合成前體的短片段「岡崎片段」，並在美國國家科學院的《Sci USA》、冷泉港實驗室的研討會上發表，轟動全球學界 。1967年升任名大教授。1972年發現連接岡崎片段之間的RNA，從而完成DNA的不連續合成的模型。
1975年，由於廣島原爆誘發的慢性粒細胞白血病，岡崎在訪美途中去世，享年44歲。其研究事業由妻子岡崎恆子（名大教授）賡續。
在教科書中，岡崎片段被譽為「日本分子生物學的金字塔」。

## 語錄
- 想知道什麼是「essential」，要分析「essential」，就一定要作明確的實驗。

## 岡崎恆子＆令治獎
為紀念岡崎夫婦的貢獻，名古屋大學理學部於2015年首度頒發「岡崎恒子＆令治獎」（Tsuneko & Reiji Okazaki Award）。獲獎人為哈佛大學暨麻省理工學院的張鋒博士。

## 外部連結
- Tsuneko & Reiji Okazaki Award （页面存档备份，存于）（日語）